# Antonio Hernández Fajarnés
Antonio Hernández Fajarnés (Zaragoza, 17 de enero de 1851-Madrid, 27 de marzo de 1909) fue un catedrático y escritor español. Estudió la segunda enseñanza en las Escuelas Pías de Zaragoza, en el Seminario Conciliar de San Valero y San Braulio y en el Instituto, y las carreras de derecho civil y canónico y filosofía y letras en la Universidad, doctorándose en esta última facultad. Regentó las cátedras de historia de la filosofía (1872) y lengua griega, ganando mediante oposición la cátedra de metafísica de la Universidad de Zaragoza. 

## Sus trabajos
Durante catorce años desempeñó el rectorado; fue además senador del Reino por la provincia de Soria y después por la misma universidad en varias legislaturas y miembro correspondiente de la Academia de Ciencias Morales y Políticas (1884). Colaboró en La Ilustración Católica y otros periódicos y revistas. En 1900 obtuvo por traslado la cátedra de lógica fundamental de la Universidad de Madrid, donde señaló como libro de texto durante los primeros años la filosofía de Balmes. Formó parte del Consejo de Instrucción pública y estaba agraciado con varias condecoraciones. En la Academia Española ocupó la vacante del novelista Pereda. Sus trabajos más importantes se refieren a la filosofía.
Hernández Fajarnés era orador cálido, escritor correcto, agudo polemista y católico de acción. En filosofía contribuyó a combatir, como Orti y Lara, el positivismo y el krausismo, siendo considerado como uno de los más distinguidos representantes del neoescolasticismo en España. Fue elogiado por el cardenal y filósofo C. González, por Campoamor, Lafuente, Mañé y Flaquer y otros muchos, y era conocido entre los católicos y tomistas extranjeros por sus obras filosóficas y por haber tomado parte en los Congresos católicos.

## Obras
- Estudios críticos sobre la filosofía positivista (Zaragoza 1883)
- Sobre la psicología celular de Ernst Haeckel:
- Principios de Metafísica: Ontología (1887), Cosmología (1893) y Psicología (1889)
- Reforma de la Cosmología (1889)
- Principios de lógica fundamental (1906), y La percepción y la psicología tomista

Con ellos se relacionan otra serie sobre asuntos religiosos: 
- El periodismo católico
- El sentido católico en las ciencias médicas, La cuestión religiosa
- Fundamentos históricos del cristianismo
- La cuestión romana, y El catolicismo y la ciencia, cuyo manuscrito se conserva en la Academia de Ciencias Morales y Políticas de Madrid.

- San Vicente de Paúl: su patria, sus estudios en la Universidad de Zaragoza
- La Universidad ante la Patria
- Reformas necesarias, acerca del plan de estudios vigente en España
- El alfabetismo... analfabeto, discurso de entrada en la Real Academia Española
- Los literarios: Stabat Mater speciosa; ¡Sin madre!
- Los críticos sobre la obra de Pidal Santo Tomás
- Las biografías del cardenal Benavides, Caminero, Vicente Alda y Sancho.